# فرودگاه شهری لیز سامیت
فرودگاه شهری لیز سامیت (به انگلیسی: Lee's Summit Municipal Airport) یک فرودگاه همگانی بهره‌برداری هوایی است که یک باند فرود بتن دارد و طول باند آن ۱۱۵۸ متر است. این فرودگاه در کشور ایالات متحده آمریکا قرار دارد و در ارتفاع ۳۰۶ متری از سطح دریا واقع شده است.